# Airfast Indonesia
Airfast Indonesia es una aerolínea con base en Yakarta, Indonesia. Se ha especializado en vuelos contratados, gestión de servicios de aviación y servicios de carga y pasajeros charter para la industria del petróleo, minería y construcción en Indonesia y otros países de la zona. Está también relacionado con el diseño de mapas aéreos, vuelos de rescate, servicios de evacuación médica y de transporte en helicóptero. Su base de operaciones principal es el Aeropuerto Internacional Soekarno-Hatta, Yakarta.

## Historia
La aerolínea fue fundada y comenzó a operar en 1971. Fue fundada para proporcionar servicios de helicópteros y vuelos en los aviones de ala fija para la industria de la explotación petrolífera en Indonesia, inicialmente como una unión de empresas australiana-indonesia, pero que evolucionó hacia una compañía de Indonesia como propiedad y operadora en 1982. Fue propiedad de Frank Reuneker (53%) y otros accionistas (47%). Frank Reuneker murió el 22 de febrero de 2008 de cáncer y fue sucedido por su mujer Irma Reuneker como presidenta.

## Servicios
- Los servicios de helicóptero incluyen transporte de pasajero, vuelos de evacuación médica, transporte de carga interna y externa, apoyo a la construcción y trabajos aéreos.
- Los servicios en avión incluyen vuelos chárter de pasajeros y carga, de evacuación médica, operaciones aéreas no regulares y trabajos aéreos.

## Flota

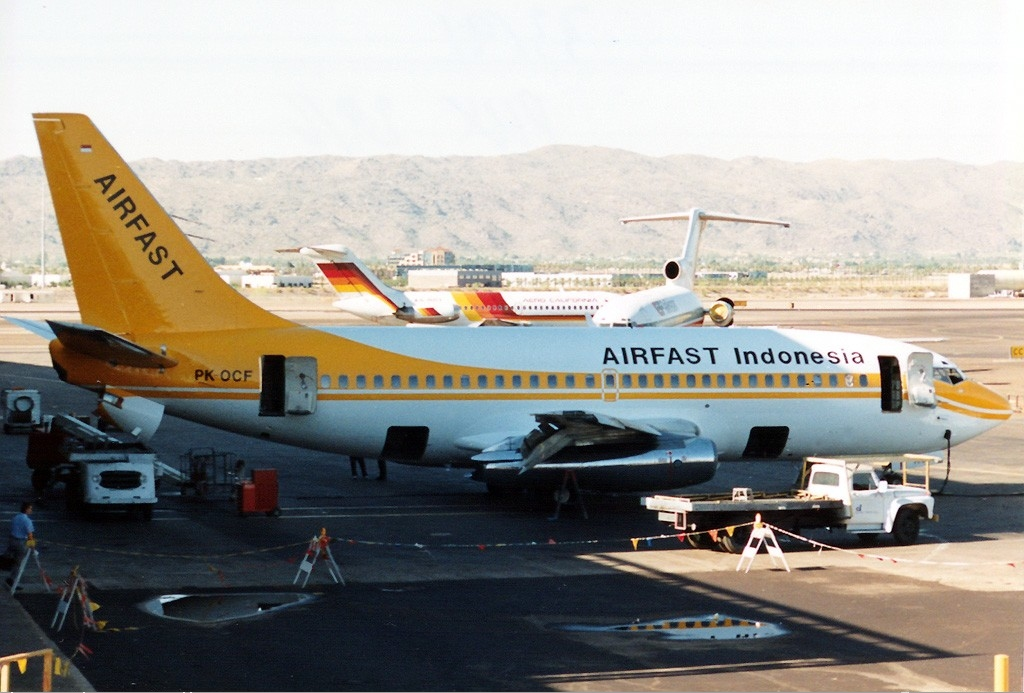
Airfast Indonesia.

La flota de Airfast Indonesia incluye las siguientes aeronaves, con una edad media de 20 años (en enero de 2023):
| Boeing 737-300F                      | 1  | — |  |  |  |  |
| Boeing 737-8 MAX                     | 2  | — |  |  |  |  |
| De Havilland Canada DHC-6 Twin Otter | 5  | — |  |  |  |  |
| Embraer 145                          | 2  | — |  |  |  |  |
| McDonnell Douglas MD-82              | 2  | — |  |  |  |  |
| McDonnell Douglas MD-83              | 2  | — |  |  |  |  |
| Total                                | 14 | — |  |  |  |  |

## Flota Histórica
- En agosto de 2006:[4]
  - 1 BAe 748 Series 2A

- En enero de 2005:
  - 4 Bell 412
  - 1 Bell 212
  - 2 Bell 204
  - 2 MD-902